# Festival GoEast 2022
Le Festival GoEast 2022, 22e édition du festival, se déroule du 19 au 25 avril 2022.

## Déroulement et faits marquants
Le film Vera Dreams of Sea de Kaltrina Krasniqi remporte le Lily d'or du meilleur film.

## Sélection

### En compétition
- 5 Dreamers and a Horse de Vahagn Khachatryan et Aren Malakyan  Arménie
- As Far as I Can Walk (Strahinja Banović) de Stefan Arsenijević  Serbie
- Babi Yar. Contexte de Sergei Loznitsa  Ukraine
- Boney Piles de Taras Tomenko  Ukraine
- Cotton100% de Mikhail Borodin  Ouzbékistan
- Gentle de László Csuja et Anna Nemes  Hongrie
- January de Andreï Paounov  Bulgarie
- Klondike de Maryna Er Gorbach  Ukraine
- Mara de Sasha Kulak  Biélorussie
- Nuuccha de Vladimir Munkuev  Russie
- Pilgrims (Piligrimai) de Laurynas Bareiša  Lituanie
- Silent Land de Agnieszka Woszczyńska  Pologne
- Vera Dreams of Sea de Kaltrina Krasniqi  Albanie
- Where Are We Headed? de Ruslan Fedotov  Biélorussie

### Bioskop
- Herd Immunity (Onbagandar) de Adilkhan Yerzhanov  Kazakhstan
- Întregalde de Radu Muntean  Roumanie
- Not So Friendly Neighborhood Affair (Deset u pola) de Danis Tanović  Bosnie-Herzégovine
- The Wedding (Wesele) de Wojciech Smarzowski  Pologne
- Wet Sand de Elene Naveriani  Géorgie
- Women Do Cry de Mina Mileva et Vesela Kazakova  Bulgarie

### Hommage àLana Gogoberidze
- Commotion
- Le Jour plus long que la nuit (Dges game utenebia)
- Full Circle
- Je vois le soleil
- Limits
- Quelques entretiens sur des questions personnelles
- The Golden Thread
- Sous le même ciel
- Une Valse au bord de la Petchora
- When Almonds Blossomed

### 30 ans de cinéma post-soviétique
- 12 h 08 à l'est de Bucarest de Corneliu Porumboiu  Roumanie
- Akumulátor 1 de Jan Svěrák  Tchéquie
- Chico de Ibolya Fekete  Hongrie
- Orange Vests de Yury Khashevatsky  Biélorussie
- Papusza de Krzysztof Krauze et Joanna Kos-Krauze  Pologne
- Tito among the Serbs for the Second Time de Želimir Žilnik  RF Yougoslavie

### Symposium
- La Sixième Partie du monde de Dziga Vertov  Union soviétique
- Au bord de la mer bleue de Boris Barnet  Union soviétique
- Film Socialisme de Jean-Luc Godard  France
- Le Fruit de paradis de Věra Chytilová  Tchécoslovaquie
- Allemagne année 90 neuf zéro de Jean-Luc Godard  France
- Hamlet de Grigori Kozintsev  Union soviétique
- Je vous salue, Sarajevo de Jean-Luc Godard  France
- Soigne ta droite de Jean-Luc Godard  France
- Notre musique de Jean-Luc Godard  France
- La Passagère de Andrzej Munk et Witold Lesiewicz  Pologne
- Passion de Jean-Luc Godard  France
- Pravda de Jean-Luc Godard  France
- La Chinoise de Jean-Luc Godard  France
- La Desna enchantée de Ioulia Solntseva  Union soviétique
- Les Enfants jouent à la Russie de Jean-Luc Godard  France
- Les Saisons (en) de Artavazd Pelechian  Arménie
- Ils aimaient la vie (Kanał) de Andrzej Wajda  Pologne
- Vladimir et Rosa de Jean-Luc Godard  France
- Le Vent d'est de Jean-Luc Godard et Jean-Pierre Gorin  France

### Specials
- Capitaine Wakusch de Kerstin Nickig  Allemagne
- Le Coucou de Alexandre Rogojkine  Russie
- How the Room Felt de Ketevan Kapanadze  Géorgie
- Mariupolis de Mantas Kvedaravičius  Lituanie
- Meine Mutter, ein Krieg und ich de Johann Feindt et Tamara Trampe  Allemagne

## Palmarès

### En compétition
- Lily d'or du meilleur film : Vera Dreams of Sea de Kaltrina Krasniqi
- Prix du meilleur réalisateur : László Csuja et Anna Nemes pour Gentle
- Mention spéciale :As Far as I Can Walk (Strahinja Banović) de Stefan Arsenijević